# Mexikanischer Salbei
Der Mexikanische Salbei (Salvia patens) ist eine Pflanzenart aus der Gattung Salbei (Salvia) in der Familie der Lippenblütler (Lamiaceae). Die Art ist in Mexiko und Guatemala beheimatet und wird selten als Zierpflanze in Gärten gehalten. Der Mexikanische Salbei wird bis 120 Zentimeter hoch und bringt im gemäßigten Klima Europas von Juni bis in den Herbst Blüten hervor. Die Pflanze ist nur bedingt winterhart.

## Beschreibung

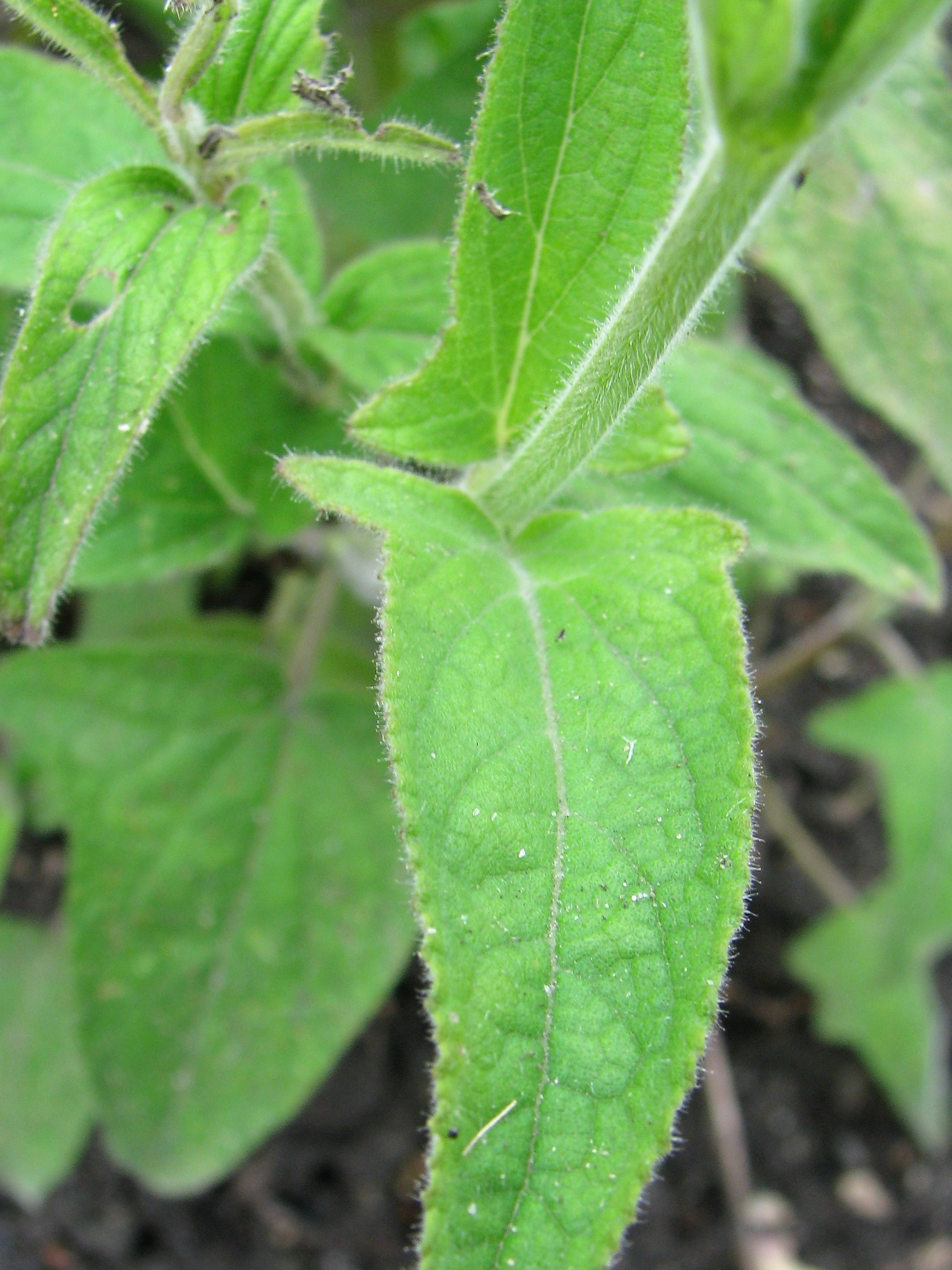
Blätter von Salvia patens

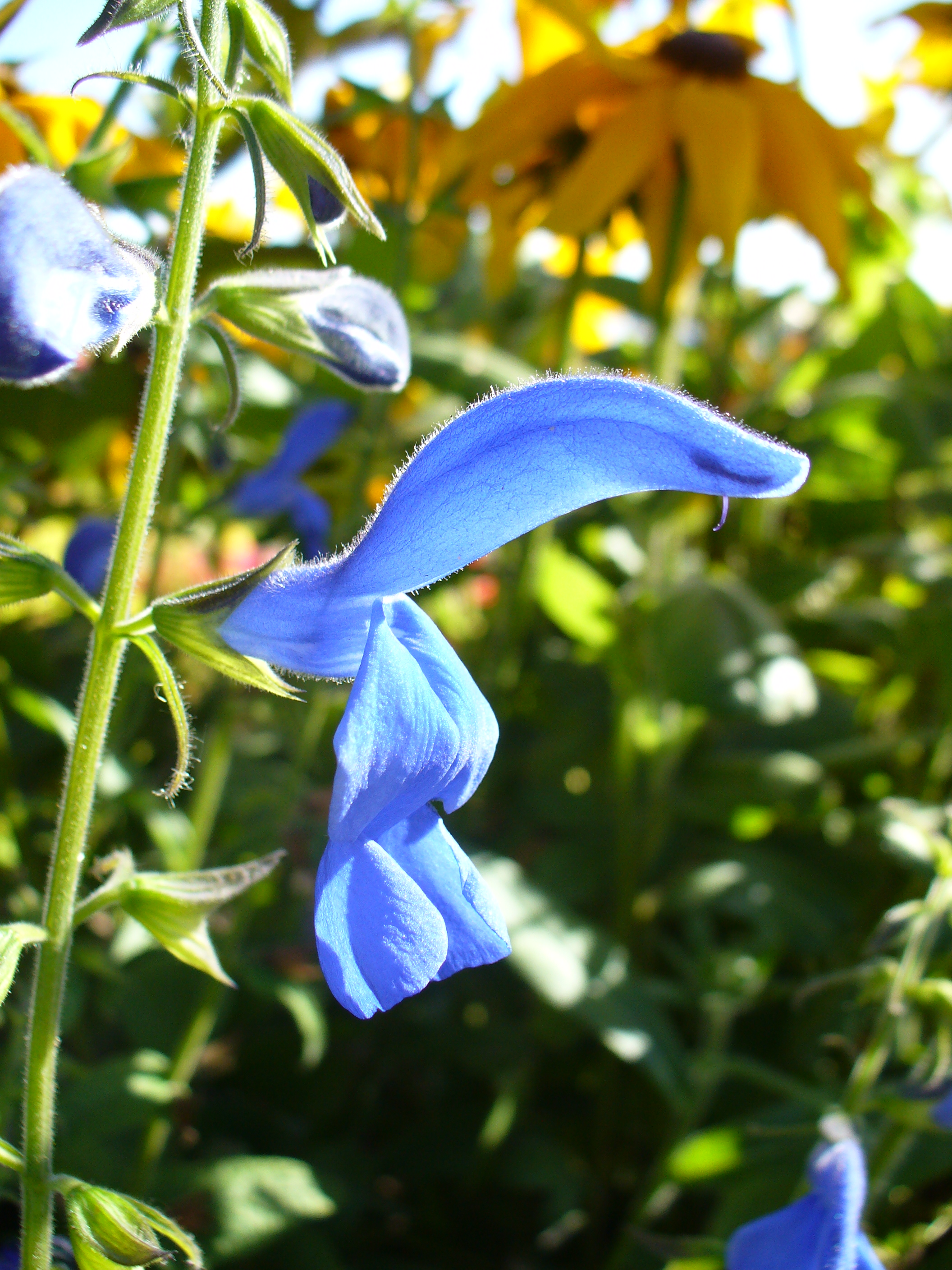
Blüte des Mexikanischen Salbei

### Vegetative Merkmale
Der Mexikanische Salbei ist eine ausdauernde krautige Pflanze, die aus einem knolligen Wurzelstock aufrechte, 40 bis 120 Zentimeter lange, verzweigte  Stängel bildet. Die lang gestielten, einfachen, spieß- bis eiförmigen, 5 bis 8 Zentimeter langen Laubblätter sind mittelgrün und haben gelegentlich dunklere Flecken. Der Blattrand ist gezähnt, manchmal gesägt oder gekerbt. Die Stängel und Laubblätter sind weich drüsig behaart und klebrig.

### Generative Merkmale
Der 15 bis 40 Zentimeter lange, endständige Blütenstand ist eine aufrechte, lockere Traube mit je paarig gekreuzt gegenständigen, kurz gestielten Blüten mit doppelter Blütenhülle. Es sind bei den großen Blüten schmal-eilanzettliche Tragblätter vorhanden. Die 5 bis 8 Zentimeter langen, leuchtend ultramarinblauen Blütenkronen enden zweilippig, wobei die gewölbte obere und die breite, zweilappige untere Kronlippe weit auseinander stehen. Die grünen und drüsenhaarigen Kelchblätter sind etwa 1,3 Zentimeter lang. Es werden kleine Klausenfrüchte gebildet.
Der blaue Blütenfarbstoff ist ein komplexes Metalloanthocyanin, das aus mehreren glykosilierten Molekülen einer Vorstufe des Delphinidins und Apigenin und zwei Magnesium-Ionen besteht. Er ist dem Farbstoff des Sumpf-Salbeis sehr ähnlich ist.

### Chromosomensatz
Die Chromosomenzahl beträgt 2n = 18.

## Ökologie
Salvia patens gehört zu den ornithophilen Pflanzen, lockt aber auch Bienen an. Kolibris bestäuben die Blüten, d. h. berühren die Pollensäcke und Narben, während sie aus den Blüten Nektar trinken. Die Pflanze gehört zu den Salbeiarten mit aktiven Staubblatthebeln und verdecktem Pollen. Der Nektar ist in einer verengten Blütenröhre verborgen. Weiße Flecken und Streifen (Saftmale) auf der unteren Kronlippe weisen tierischen Bestäubern den Weg dorthin.

## Vorkommen
Salvia patens ist in den Bergregionen Mexikos sowie in Guatemala beheimatet. Am natürlichen Standort besiedelt die Pflanze sonnige bis halbschattige Waldränder auf lockeren, humusbedeckten Mineralböden.

## Verwendung
Salvia patens eignet sich gut als Zierpflanze für sonnige und halbschattige Plätze in gemischten Sommerrabatten oder im Kübel. Sie passt beispielsweise sehr gut zu dunkelrot blühenden Essig-Rosen. Leider fallen die Einzelblüten sehr schnell ab. Die Pflanze wächst schnell und ist pflegeleicht, sofern der Boden feucht und humusreich ist. Trockenstress und Staunässe werden nicht gut vertragen. Salvia patens ist nur bedingt winterhart bis −12 °C (Zone 8a). Wegen der mangelnden Winterhärte wird der Salbei meist wie eine einjährige Pflanze behandelt, lässt sich aber auch in Form der ausgegrabenen Wurzelknollen in einem kühlen, frostfreien Raum trocken überwintern. Die Pflanze kann durch Samen, Stecklinge oder Teilung des Wurzelstocks vermehrt werden. Im Frühjahr ausgesät kommen die Pflanzen noch im selben Jahr zu Blüte.
Im Gartenbau werden statt der Wildform meist Sorten verwendet, beispielsweise 'Chilcombe' (lila Blüten), 'Dot's Delight' (himmelblau mit weiß auf der unteren Kronlippe) und 'White Trophy' (weiße, später leicht grau angehauchte Blüten). Die Sorte 'Cambridge Blue' (große himmelblaue Blüten) wurde mit dem Award of Garden Merit ausgezeichnet. 'Oxford Blue' und 'Royal Blue' unterscheiden sich nicht von der Art. 1991 fand der Botaniker James Compton in der zentralmexikanischen Hochland Sierra de Guanajuato bis 2 Meter hohe Pflanzen mit besonders großen, bis 8 Zentimeter langen himmelblauen Blüten. Diese Wildform gelangte als Salvia patens 'Guanajuato' in den Handel.

## Systematik
Die Erstveröffentlichung von Salvia patens Cav. erfolgte 1799 durch Antonio José Cavanilles in Icones et Descriptiones Plantarum, Band 5, S. 33. Der artspezifische Namensteil patens bedeutet „offen, unversperrt“ und bezieht sich hier auf die obere und untere Kronlippe, die weit auseinander stehen und somit das Blüteninnere für Bestäuber leicht zugänglich machen.
Salvia patens wird der Salvia-Untergattung Calosphace zugeordnet. Diese besteht aus fast 500 in Amerika beheimateten Arten, mit Zentren der Artenvielfalt in Mexiko, in der Andenregion, im Süden Brasiliens und in Argentinien.
Synonyme sind Salvia grandiflora Née ex Cav. nom. illeg., Salvia spectabilis Kunth, Salvia macrantha Schltdl., Salvia decipiens M.Martens & Galeotti, Salvia staminea M.Martens & Galeotti nom. illeg. und Salvia mendax Epling.